# Takeo (provins)
Takeo är en provins i Kambodja. Den ligger i den södra delen av landet, 70 km söder om huvudstaden Phnom Penh. Antalet invånare är 963 747. Arean är 3 563 kvadratkilometer. Takeo gränsar till Kandal.
Terrängen i Takeo är platt österut, men västerut är den kuperad.
Takeo delas in i:
- Srŏk Ângkôr Borei
- Srŏk Borei Cholsar
- Krŏng Doun Kaev
- Bati
- Kiri Vong
- Prey Kabbas
- Tram Kak
- Treang

Följande samhällen finns i Takeo:
- Takeo
- Phumĭ Véal Srê
- Takeo